# ゲルンハウゼン
ゲルンハウゼン (ドイツ語: Gelnhausen, ドイツ語発音: [gɛlnˈha͜uzn̩]) は、ドイツ連邦共和国ヘッセン州南東部のマイン＝キンツィヒ郡の郡庁所在都市である。この街はフランクフルト・アム・マインとライン＝マイン地域の東端にあたるフルダとのほぼ中間に位置している。

## 地理

### 位置
ゲルンハウゼンは、キンツィヒタール（キンツィヒ川の谷）内ビューディングの森の南端に位置する。ビューディングの森は、キンツィヒ川を越えて北に向かって突き出したシュペッサルト山地の支脈であり、ヘッセン＝フランケン山地に属している。この支脈は、南からライン＝マイン盆地に向かい、フォーゲルスベルク山地の南斜面に至る。北西から南東方向に走る高さ 350 - 410 m のブンター統（三畳紀初期）の地層が主に砂岩からなる高地を形成し、その上層のローム質の砂の土地はほとんどが密集した森林地域である。森は大部分が広葉樹林で、一部は保護する価値のある貴重な広葉樹林となっている。この環境は保養地として、とても重要である。ビオトープ連盟にとって重要なのは、ゲルンハウゼンの北にある切れ目のない広い地域である。グリュンダウ北部ブライテンボルンに含まれるフォーゲルスベルク山地との境界沿いに玄武岩に覆われており、ヘッセン最大の石切場の一つである。
中世にはゲルンハウゼンから航行可能であったキンツィヒ川は、平らな地形の中を東から西に、市域の南端をかすめて流れている。
2007年1月1日に EU の地理上の中心点は、ゲルンハウゼンの市区の一つであるメーアホルツの最も南の部分にあたる 北緯50度10分21秒 東経09度09分00秒 / 北緯50.17250度 東経9.15000度 と測定された。この地点は「ニーダーミットラウアー・ハイリゲンコプフ」の麓の野原である。2007年1月26日にヘッセン州欧州大臣フォルカー・ホフはこの地点に EU の旗を立てた。

ゲルンハウゼンの降水量の月別推移

### 気候
平均年間降水量は 859 mm である。この降水量は、ドイツの測候所のうち上位 1/4 に含まれる。73 % の測定地点でこれより小さい値が記録されている。最も降水量が少ない月は 2月、最も多い月は 6月である。最も降水量の多い月は、少ない月の1.5倍の降水がある。降水量の年間の変動は会 1/3 に含まれる。これよりも月間降水量の変動が小さい測候所はわずか 3 % である。

### 隣接する市町村
ゲルンハウゼンは、北と西はグリュンダウ、北東はヴェヒタースバッハ、東はビーバーゲミュント、南はリンゼンゲリヒトおよびハッセルロートと境を接している（以上、いずれもマイン＝キンツィヒ郡）。

### 市の構成
ゲルンハウゼンは、中核市区（ミッテ地区）の他、ハイラー、ハイツ、ヘヒスト、メーアホルツ、ロートの各市区からなる。

## 歴史

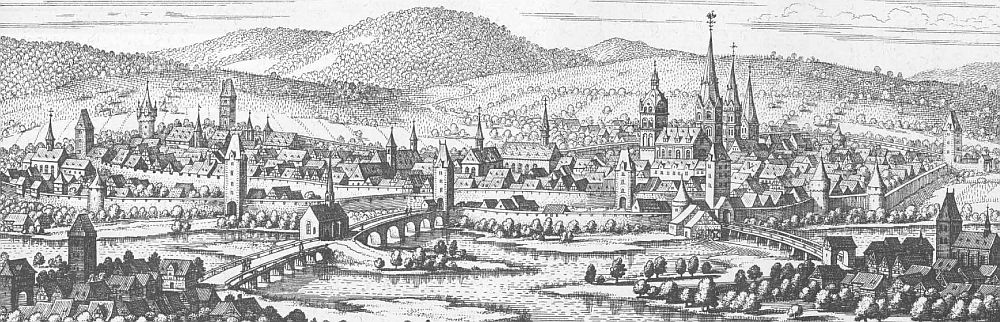
1655年出版のマテウス・メーリアンの銅版画に描かれたゲルンハウゼン

この古い帝国都市は、長く伸びたウンターマルクトおよびオーバーマルクト、5つの現存する楼門、古い都市防衛施設の一部といった中世の姿を留めている。
12世紀前半に、それ以前からこの地に定住していたレギンボードン家の分家がゲルンハウゼンの名を名乗るようになった。
ゲルンハウゼンの街の創設は、1170年に皇帝フリードリヒ1世（フリードリヒ・バルバロッサというあだ名で知られる）によってなされた。このためこの街は現在も「バルバロッサシュタット」（バルバロッサの街）というニックネームを持つ。
この街の最盛期は短かった。1349年に皇帝カール4世がこの街を借金の担保にしたことと三十年戦争とが、この街の周辺地域における重要性を喪失させた。
1974年にゲルンハウゼンは、ヘッセン選帝侯時代以降で初めて郡庁所在地の地位を失った。しかし、2005年7月にマイン＝キンツィヒ郡の郡行政機関がハーナウから移転してきた。これに伴い、自動車のナンバーは、HU から MKK に変更された。
1994年以降、国土防衛管理行政のフランクフルト地区事務所がゲルンハウゼンに置かれている。
中世に、大火で甚大な被害が出ることを防いだ、雹を伴う激しい嵐を記念して、毎年8月15日にハーゲルターク（直訳すると「雹の日」）と呼ばれる祭が行われる。この日は、企業も休みとなる。

## 宗教

### 教会および宗教組織
- プロテスタント: ゲルンハウゼン、ハイツ/ヘヒスト、メーアホルツ＝ハイラー、ゲルンハウゼン＝ロートの各プロテスタント教会
- カトリック: 聖ペーター教会、マリア＝ケーニヒ・メーアホルツ＝ハイラ教会、聖ヴェンデリン・ゲルンハウゼン＝ヘヒスト教会
- 自由教会: セブンスデー・アドベンチスト教会ゲルンハウゼン、福音派自由教会組織（バプテスト）ゲルンハウゼン＝メーアホルツ、ナザレン教会

## 行政

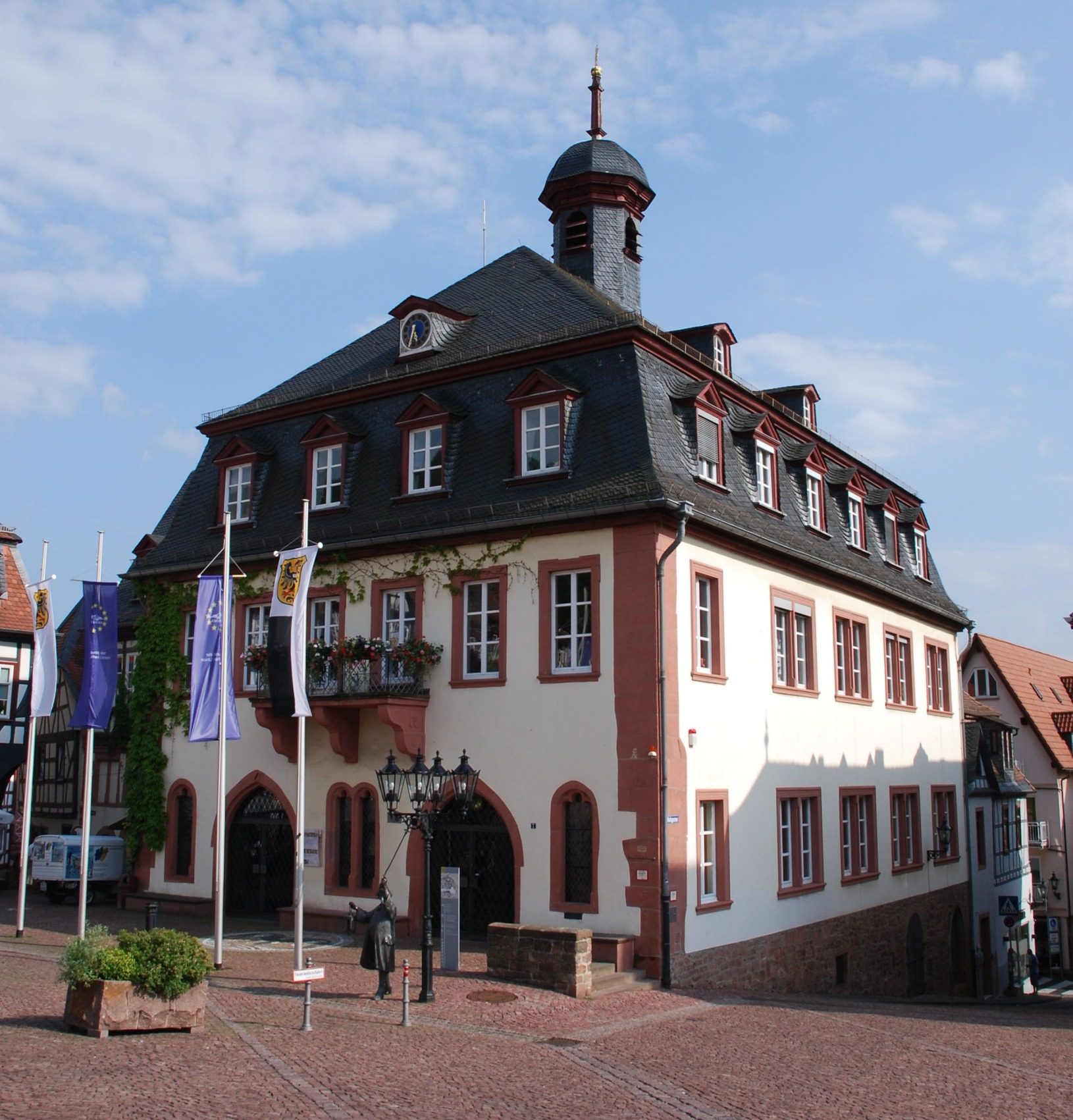
ゲルンハウゼン市庁舎

### 議会
ゲルンハウゼンの市議会は、37議席からなる。

### 首長
2017年10月15日にダニエル・クリスティアン・グレックナー (FDP) が新たな市長に選出された。グレックナーは2017年11月16日に市長に就任する。彼はヘッセン州で10人目、マイン＝キンツィヒ郡で初めての FDPの首長である。

### 紋章
紋章の、判明している最も古いバージョンは 15世紀に遡る。これは現在の紋章を描いた盾である。鷲は1248年頃に現れる。当時の紋章は、市門の中に帝国の鷲が描かれていた。門の上には皇帝とその妃が描かれていた。後には、鷲はすべての印章に現れる。ある時は市門の下に、ある時は単独で描かれるようになった。16世紀に紋章内に小さな盾が加えられた。この内盾には15世紀のオリジナルの紋章が描かれていた。18世紀から19世紀には、この意匠は何度もヴァリエーションが加えられた。盾を持った鷲（単頭の場合も、双頭の場合もある）、盾を持たない鷲、あるいは盾だけのものといった具合である。
紋章の現在のバージョンは1964年に制作されたが、16世紀の紋章をベースにしている。

### 姉妹都市
- クラムシー（フランス、ニエーヴル県）
- マルレンゴ（イタリア、トレンティーノ＝アルト・アディジェ州）

## 文化と見所

### 博物館

#### 郷土博物館
オーバーマルクトの北側にある古いアウグスタ＝シューレの建物に郷土博物館が入っている。ここには、ゲルンハウゼンのあらゆる時代の展示物がある。この地域の最も古い出土品は30万年前のものである。
特別な展示方法として、「フンデ・デス・モナーツ」がある。これは博物館の展示品を市庁舎のロビーに展示するものである。

#### 塔時計博物館
個人が運営するこの博物館は、1520年から1996年までの35基の塔時計を展示している。さらに部品や付属品を見学することができる。

#### 飛行機博物館
ハイラー地区にある「フリートハイム・ヴァーグナー飛行技術とその歴史の博物館」も個人が運営する博物館である。総面積 200 m2 のフロアに7つある展示室には、飛行関連の展示物が 3,200点以上ある。エンジン、伝動装置、工具や付属品の他、原典史料なども見学できる。

### 建造物

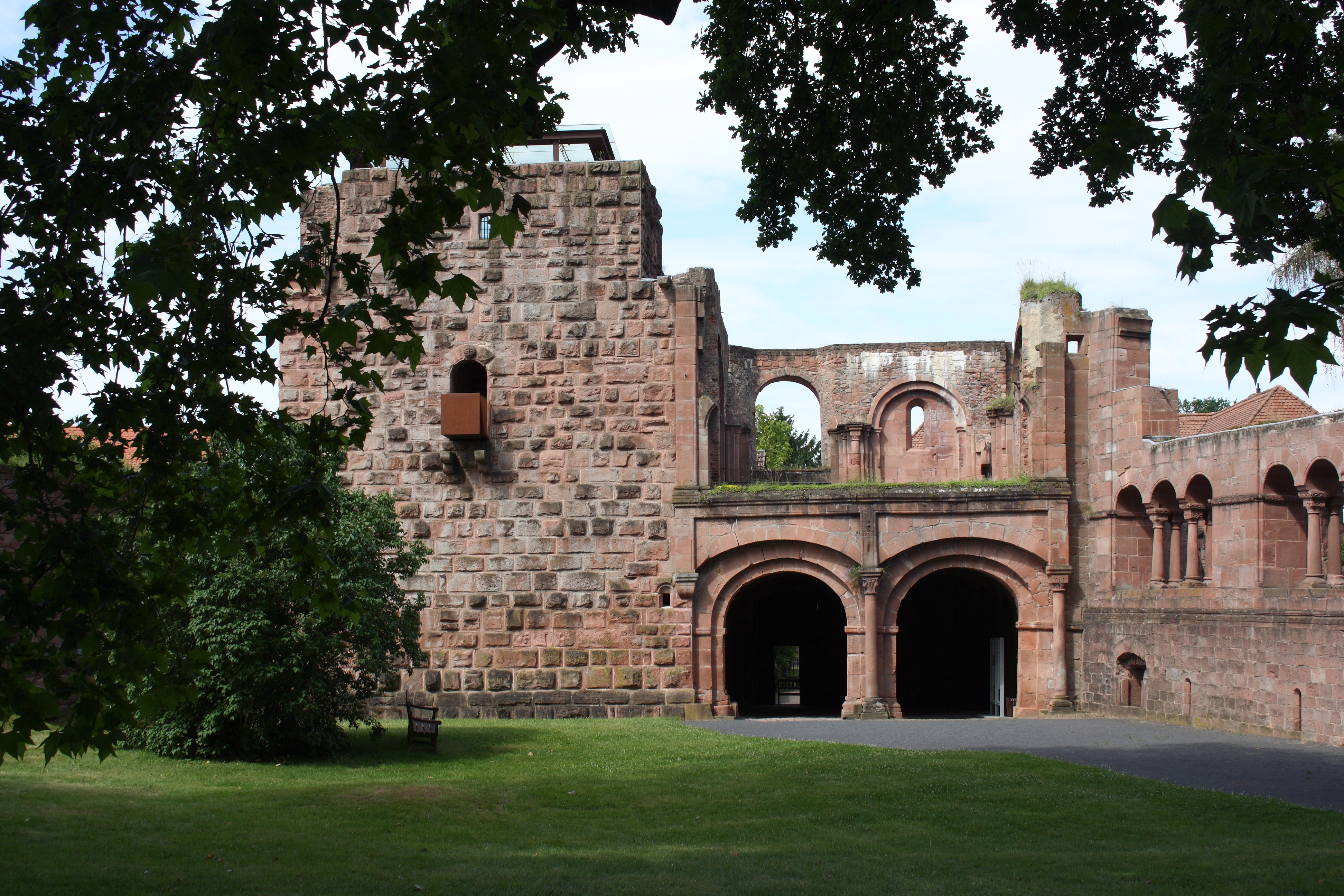
皇帝の宮殿

#### 皇帝の宮殿
皇帝の宮殿（「バルバロッサの城」とも呼ばれる）は、都市の創設直後に、ゲルンハウゼン南東のキンツィヒ川の中州に作られた。ここは、おそらくレギンボーデン家の古い城があった場所である。この建物は、フリードリヒ1世（フリードリヒ・バルバロッサ）の小宮殿の一つである。皇帝の宮殿という機能に加え、宮殿周辺の王領の管理事務所としても利用された。その機能を強調するために、宮殿は本来の市域から離れて建設された。1895年までこの建築群の周りは独自の自治体が形成されていた。
この宮殿は、市の創設の10年後に重要な帝国会議の会場となった。ハインリヒ獅子公は1180年のこの帝国会議で不在のまま裁判にかけられ、その所領は新たに分配された。
1186年にはここでゲルンハウゼン条約が締結された。
この皇帝宮殿は、シュタウフェン朝の最も保存状態の良い宮殿建築である。その石工の仕事は、当時としては卓越している。この建物の基礎には、約12,000本の木が打ち込まれている。
市の拡張に伴って、皇帝宮殿は中核市区の真ん中に位置することとなった。現在この建物は、ゲルンハウゼンの最も重要な観光資源であり、多くの訪問客が見学している。

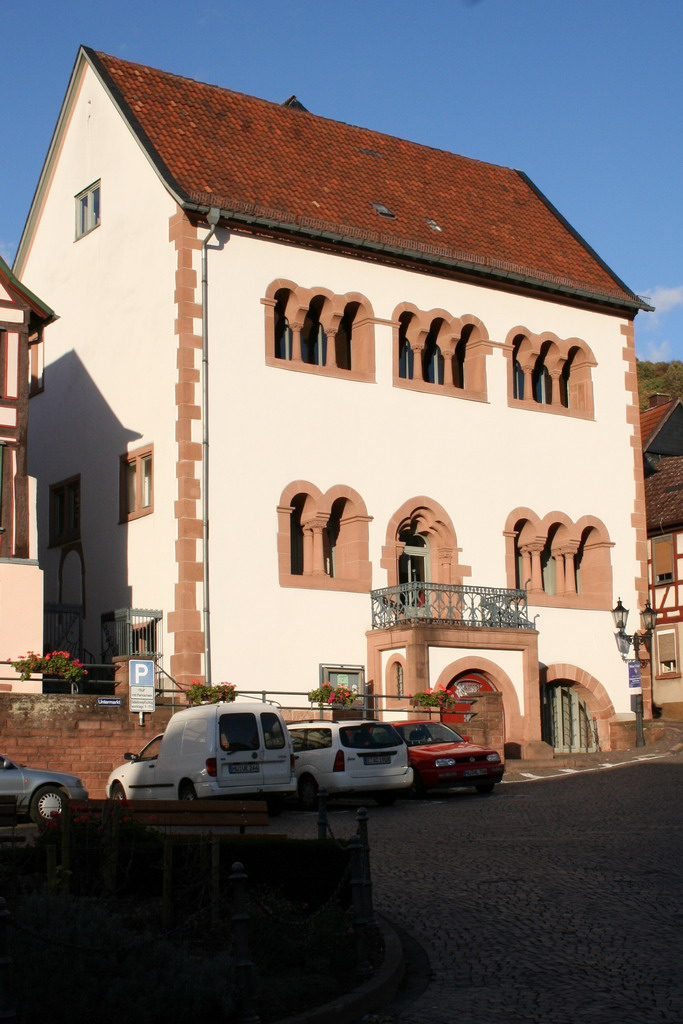
ロマニシェス・ハウス

#### ロマニシェス・ハウス
ウンターマルクトに面した、シュタウフェン時代の建築要素を遺す表側に豊かな装飾が施されたこの建物は、中世には皇帝の代官所であり、この帝国都市の裁判所であった。その後、市長も市議会もオーバーマルクトに面したかつて商社であった建物を改造した市庁舎に移転した。ロマニシェス・ハウスは、現在、プロテスタント教会組織の所有物である。オーバーマルクトの中世の市庁舎は、現在もその用途に使われている。

#### 魔女の塔
魔女の塔は、15世紀中頃の原型のまま保存されている砲塔である。この塔は、フス戦争の時代の1447年から1478年の間にタボル派（フス派の中でも特に過激な集団）の攻撃に対抗するために建設された。当時としては注目すべき全高 24 m、直径 9 m のこの円塔は、技術革新の賜物である。
この塔の名前は、初めは「フラッツェンシュタイン」（醜い城）と呼ばれていた。現在の名前は、魔女狩りの際に魔女と見なされた者がここに幽閉されたことに由来する。
この建物は現存する市壁に接続している。その位置は、ゲルンハウゼンと城下町との間の橋を護ることができる場所として選ばれた。
ゲルンハウゼンにも悲しい歴史があった。魔女狩りである。ゲルンハウゼンでは、1584年から1633年の間に少なくとも 54人の、主に主婦が拷問にかけられ、処刑された。その幽閉場所は「魔女の塔」と呼ばれるようになった。1986年4月の修復以後、このかつての防衛塔の庭に狂信的妄想の犠牲者31人の名を記した記念板が設けられ、芸術家エーファ＝ゲジーネ・ヴェーゲナーによる塑像「ディー・ルーフェンデ」（直訳すると「呼ばれた者」）と組み合わされている。建物の上階には、魔女狩りの歴史が展示されている。

#### インネレス・ホルツ門
ゲルンハウゼンを囲む石造の市壁は、1220年頃から建設された。この街はさらに正方形の平面図を持つ門で護られていた。市の外側は石造りだが、市に向いた側は資金不足から木造で建設されている。この塔は、市の外側は円形で、これによってカノン砲の砲撃による損傷を避ける構造になっている。

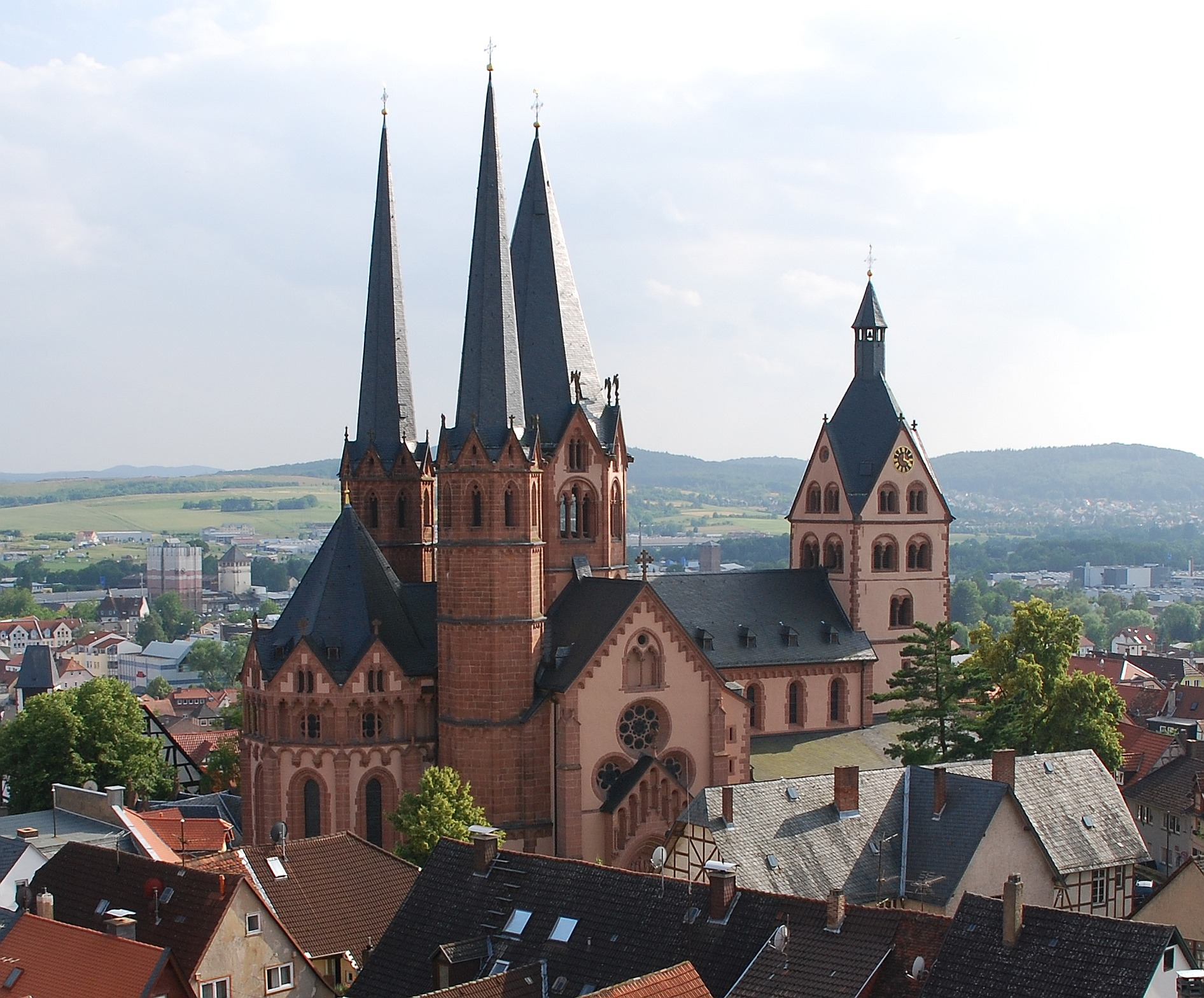
ゲルンハウゼンのマリエン教会

#### プロテスタントのマリエン教会
ゲルンハウゼンのマリエン教会は、かつてのプレモントレ会ランゲンゼルボルト修道院教会である。この教会は、おそらく 12世紀後期に建設され、1223年に教皇ホノリウス3世のゼルボルト修道院に対する保護状に初めて記録されている。この文書中で、教皇はゼルボルト修道院の聖堂参事会に対してマリア教会への保護権を保証している。これは1238年の別の文書でも確認される。この決定は、ペータース教会の建設に影響を与えた。
マリエン教会は、1543年に修道院が廃止されるまでその所有下にあり続けた。この教会はゲルンハウゼン市との協定に基づいてルター派に改宗された。この平和協定と、後のゲルンハウゼンへの改革派教会導入に対する抵抗運動はマリエン教会に大きな影響を及ぼした。聖像破壊運動は勢いづくことなく、教会内部（特に祭壇と中世の聖障）は本来のまま保存されている。
教会の時代の異なる様々な建築は、その内外に見て取ることができる。1120年にまで遡る原型となった単棟式の建物(西口が遺されている）は、シュタウフェン朝時代に三棟式のバシリカ教会に改築された。教会の長堂と西塔はロマネスク様式で建設された。元々はやはりロマネスク様式だった側廊はゴシック様式の要素で拡張された。たとえば、元の窓が壁に埋め込まれ、その上にゴシック様式の窓が開けられるといった具合である。東側は、初期ゴシック様式に属す。
最初の大規模な修復工事は1877年から行われた。この工事では、主に南塔の保存がなされた。1945年からは戦争による被害が徐々に修復された。1962年頃から、多くの工程を組んで修復が行われた。これにより、19世紀以降の改築が元に戻されたり、様式の調和が図られたりした。たとえば、19世紀に取り付けられた説教壇は、ルネサンス時代の木製の説教壇に取り替えられた。教会のさらなる保存のために財団が設立された。その活動の最初の成果は、2000年に、5つの中世の内陣窓を修復する工事であった。

#### カトリックの聖ペーター教会
聖ペーター教会の起源は13世紀の初めにまで遡る。宗教改革後は、教会としての機能は失われ、時にはタバコ工場となるなど、異なる目的に転用された。1920年にローマ＝カトリック教会がこの建物を購入し、再び祭事に用いられるようになった。

#### 旧シナゴーグ
ゲルンハウゼン旧シナゴーグは、1656年に遡り、1938年11月の排斥運動を切り抜けたものの、ユダヤ人社会はすでに失われていた。このシナゴーグにはバロック様式のトーラの櫃があり、1986年以降ゲルンハウゼンの文化的な遭遇となっている。

#### ユダヤ人墓地
シフ門の麓、キンツィヒ川の近くにゲルハウゼン・ユダヤ人墓地がある。ここは中世初期あるいは近世初期から1938年まで利用されていた。
- 魔女の塔
- インネレス・ホルツ門
- 聖ペーター教会
- ゲルンハウゼンの旧シナゴーグ

### 余暇とスポーツ
ゲルンハウゼンの市域内を以下の自転車道が通っている。
- かつての鉄道軌道跡を利用し、フォーゲルスベルク山地やレーン山地を通る全長約 250 km のバーンラートヴェク・ヘッセン
- ヘッセン自転車道 R3 号線は、ライン＝マイン＝キンツィヒ・ラートヴェクとしてリューデスハイムからレーン地方のタンまでを結んでいる。

数多くのスポーツクラブや受賞者の中でも、1980年代から90年代にゲルンハウゼン体育クラブ (TVG) で活躍した陸上競技選手のハラルト・シュミットとエドガー・イットは、国内外でよく知られている。ゲルンハウゼン水泳クラブ所属の飛び込み競技選手ディーター・デルはモントリオール・オリンピック（1976年）とロサンゼルス・オリンピック（1984年）に出場した。この水泳クラブの男女競泳チームは、長年ブンデスリーガ2部で活動している。
バスケットバールクラブに BC ゲルンハウゼンは、2010/2011年シーズンにレギオナルリーガ2部でプレイした。

### 年中行事
ゲルンハウゼンでは定期的に世俗の祭が開催されている。3月第2週末の「バルバロッサマルクト」と10月第2週末の「シェルメンマルクト」はその代表である。「シェルメンマルクト」は、キンツィヒタールで最大の世俗祭である。この名前は、ゲルンハウゼンに定住した貴族の分家であるシェルメ・フォン・ベルゲン家に由来する。

#### グリンメルスハウゼン賞
ヨハン・ヤーコプ・クリストフ・フォン・グリンメルスハウゼン賞は、賞金 1万ユーロの文学賞である。この賞は奇数年の9月15日にゲルンハウゼンとレンヒェンとで交互に授賞式がなされる。

#### フィリップ＝ライス賞
この賞は、通信技術分野での貢献が顕著であった人物に対して2年ごとに授与される。
この賞は、1987年、フィリップ・ライスによる電話の発明125周年会議の際に創設された。主催者は。ゲルンハウゼン市、フリードリヒスドルフ市、ドイツテレコム AG、VDEである。

## 経済と社会資本

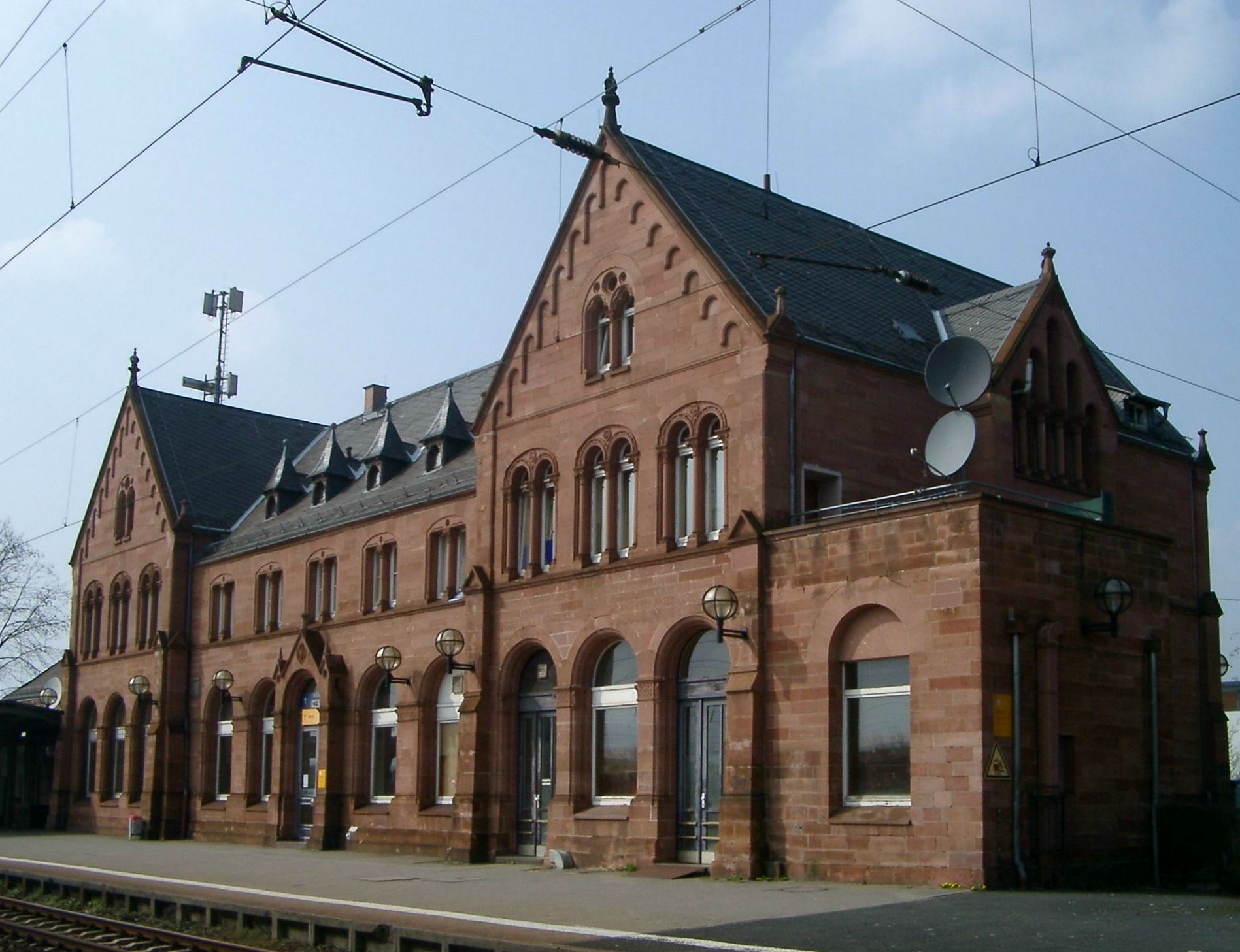
ゲルンハウゼン駅

### 交通
ゲルンハウゼンは、アウトバーン A66号線沿い、フランクフルト・アム・マインとフルダとの間に位置している。この街には、「ゲルンハウゼン西」と「ゲルンハウゼン東」の2つのインターチェンジがある。連邦道 B457号線がゲルンハウゼンと近隣のヴェッテラウ郡ビューディンゲンとを結んでいる。
かつては連邦道 B40号線と B43号線が市域内を通っていたが、アウトバーン A66号線の建設に伴い、ヘッセン州およびマイン＝キンツィヒ郡に移管され、州道および郡道となった。
ゲルンハウゼン駅は、フランクフルトからゲッティンゲンに至るフランクフルト - ベーブラ線の一部をなすキンツィヒタール鉄道の駅である。この駅にはフルダ方面からフランクフルト・アム・マインへ向かうローカル列車（レギオナルエクスプレス）が停車する。さらに、ラーン＝キンツィヒ鉄道がゲルンハウゼンとギーセンとを結んでいる。ゲルンハウゼン郡営鉄道のフライゲリヒター軽便鉄道と狭軌のシュペッサルト鉄道は、何十年も前に廃線になっている。
市域内西部に、3.5 t までの小型飛行機用の公共飛行場がある。ここには軽飛行機、ヘリコプター、ウルトラライトプレーンやグライダーが発着する。
ゲルンハウゼンの市の森の斜面には、「哲学の径」と呼ばれる。マリア教会を含む市街地やキンツィヒタールを望む景観の良い小径である。さらに、総延長約 170 km の標識が整備された遊歩道網が整備されている。ヘッセン自転車道 R3号線もゲルンハウゼンを通っている。

### メディア
地方紙は、ゲルンホイザー・ターゲブラットとゲルンホイザー・ノイエ・ツァイトゥングである。

### 公共機関
ゲルンハウゼンには、郡内を管轄とする区裁判所と少年刑務所がある。
- 連邦技術支援庁 (THW)
- ゲルンハウゼン道路交通局
- ゲルンハウゼン警察署
- ゲルンハウゼン職業安定所
- ゲルンハウゼン税務署
- マイン＝キンツィヒ＝クリニーク・ゲルンハウゼン

### 軍事施設
1990年代まで、ゲルンハウゼンには多くのアメリカ軍兵士が駐留していた。後に国務長官となったコリン・パウエルは、その中で最も有名な人物である。その後、旧兵舎周辺の道路に彼にちなんだ名が付けられた。現在は小さな地所が2つあるだけとなっている。市の西部にあったかつての兵舎には、現在、工業系企業、ベンチャー企業、および一連の役所があり、郡庁舎もここにある。

### 教育
ゲルンハウゼンには、以下の学校がある。
- ゲルンハウゼン郡立実科学校
- グリンメルスハウゼン＝ギムナジウム
- フィリップ・ライス・シューレ
- ゲルンハウゼン職業学校

さらに、ゲルンハウゼンには全国的に重要な以下の成人後教育機関がある。
- ブルックハルトハウス、ドイツ福音主義教会の自己形成学習機関。指導者や教師のための継続教育センターを併設している。

## 人物

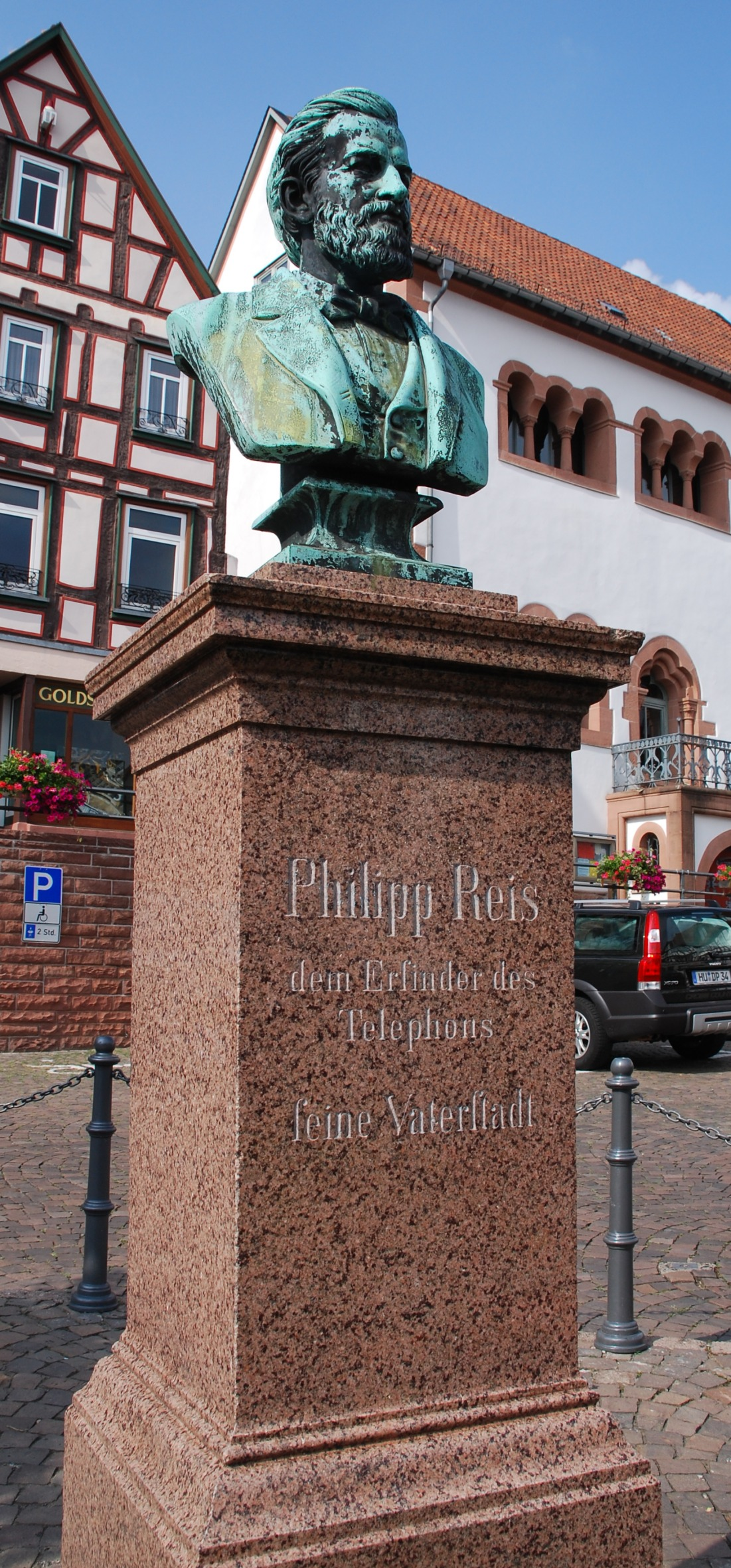
ゲルンハウゼンのウンターマルクトに建つフィリップ・ライス記念碑

### 出身者
- コンラート・フォン・ゲルンハウゼン（1320年から1325年頃 - 1390年）神学者。ハイデルベルク大学の初代事務局長。
- ハンス・ヤーコプ・クリストッフェル・フォン・グリンメルスハウゼン（1621年または1622年 - 1676年）作家。
- ヨハン・フォン・プファルツ＝ゲルンハウゼン（1698年 - 1780年）プファルツ＝ゲルンハウゼン公。
- フィリップ・ライス（1834年 - 1874年）電話の発明者。
- オスカー・フィッシンガー（1900年 - 1967年）映画監督。
- クラウス・プロクハウス（1956年 - ）ハンマー投選手。1984年のロサンゼルスオリンピック銅メダリスト。
- マルコス・アルバレス（1991年 - ）サッカー選手。

## 引用
1. ↑  Hessisches Statistisches Landesamt: Bevölkerung in Hessen am 31.12.2023 (Landkreise, kreisfreie Städte und Gemeinden, Einwohnerzahlen auf Grundlage des Zensus 2011)]
2. ↑  Max Mangold, ed (2005). Duden, Aussprachewörterbuch (6 ed.). Dudenverl. p. 355. ISBN 978-3-411-04066-7
3. ↑  2011年3月27日の市議会議員選挙結果、ヘッセン州統計局（2012年10月23日 閲覧）